# Oglasa fusciterminata
Oglasa fusciterminata là một loài bướm đêm trong họ Noctuidae.